# Şeyhdavutlar, Sarıgöl
Şeyhdavutlar là một xã thuộc huyện Sarıgöl, tỉnh Manisa, Thổ Nhĩ Kỳ. Dân số thời điểm năm 2011 là 1.073 người.